# Брянский, Яков Григорьевич
Яков Григорьевич Брянский (Брянской), настоящая фамилия — Григорьев (6 (17) октября 1791, Санкт-Петербург — 20 февраля (4 марта) 1853, Санкт-Петербург) — русский актёр, муж актрисы Анны Матвеевны Брянской, отец мемуаристки А. Я. Панаевой.

## Биография
Родился 6 (17) октября 1791 года в небогатой семье петербургского чиновника Григорьева. О его молодости известно мало. Из брандмейстерских детей 1 мая 1807 года он поступил в Государственную Адмиралтейств-коллегию канцеляристом, откуда был уволен 11 августа 1811 года регистратором.
Беспредельное стремление и рвение к театру привело его в «Молодую труппу» А. А. Шаховского, игравшую в Кушелевском театре. Дебютировал на петербургской сцене в 1811 году. Играл преимущественно в трагедиях: Отелло и Яго («Отелло» У. Шекспира); Шейлок («Шейлок» У. Шекспира); Франц Моор («Разбойники» Ф. Шиллера); Танкред («Танкред» Вольтера), Филипп («Дон Карлос» Ф. Шиллера); Миллер («Коварство и любовь» Ф. Шиллера), Уголино («Уголино» Н. Полевого), Квазимодо («Эсмеральда» по В. Гюго) и др.
По смерти А. С. Яковлева в 1817 году, исполнял главные роли трагического репертуара. Брянский был одним из последних актёров школы русского классицизма. А. С. Пушкин писал:
Яковлев умер; Брянский заступил его место, но не заменил его. Брянский, может быть благопристойнее, вообще имеет более благородства на сцене, более уважения к публике, твёрже знает свои роли, не останавливает представлений внезапными своими болезнями; но зато какая холодность! какой однообразный, тяжёлый напев! Брянский в трагедии никогда никого не тронул, а в комедии не рассмешил.
С 1820 года В. А. Каратыгин начал заменять его в ролях трагического репертуара, и Брянский перешёл на роли резонёров. В 1830-х годах был занят по преимуществу в романтических драмах и мелодрамах.
Брянский часто выполнял обязанности режиссёра, донося до актёров замысел автора и характер персонажей. В 1831 году, в свой бенефис, Брянский первым осуществил постановку «Горе от ума» А. С. Грибоедова, исполнил роль Горича. В 1832 году исполнил роль Сальери в трагедии «Моцарт и Сальери» А. С. Пушкина. В 1833 году перевёл трагедию Шекспира «Ричард III» («Жизнь и смерть Ричарда III»).
Преподавал в Петербургском театральном училище (1828—1837).
Умер от холеры 20 февраля (4 марта) 1853 года. Был похоронен на Митрофаниевском кладбище. В 1930-х годах захоронение было перенесено на Тихвинское кладбище Александро-Невской лавры.